# Acacia cyclopsis
Acacia cyclopsis é uma espécie de leguminosa do gênero Acacia, pertencente à família Fabaceae.